# Maryan S. Maryan
Pour les articles homonymes, voir Maryan et Burstein.
 (décembre 2010).
Si vous disposez d'ouvrages ou d'articles de référence ou si vous connaissez des sites web de qualité traitant du thème abordé ici, merci de compléter l'article en donnant les références utiles à sa vérifiabilité et en les liant à la section « Notes et références ».
Maryan S. Maryan, pseudonyme de Pinchas Burstein, né le 1er janvier 1927 à Nowy Sącz (Pologne) et mort le 15 juin 1977 à New York, est un peintre américain d'origine polonaise.

## Biographie
Déporté à Auschwitz durant la guerre, après avoir été dans plusieurs camps, blessé une première fois, Pinchas Burstein est le seul de sa famille à revenir. À l'arrivée des Russes, les Allemands décident de fusiller les survivants ; il reçoit huit balles dans le corps. Il est amputé d'une jambe et part à Jérusalem étudier l'art et la peinture au New Bézalel Art School après être resté deux ans dans un camp de réfugiés en Allemagne.
Il est présenté dès les années 1960 par de grandes galeries : Allan Frumkin à Chicago et à New York exposant entre autres Matta, Philip Guston et Peter Saul, galerie de France et galerie Claude Bernard (rue des beaux-arts) à Paris qui présentait aussi Bacon, Balthus et Peter Blake à la même époque. Denise Breteau le présenta également aux côtés de Peter Saul.
Maryan est l'auteur d'un œuvre original autant que fort et fait de différentes périodes, parmi elles : périodes des personnages « aux roulettes » et « aux boites »(de 1959 à 1962), personnages « dans le désert » (1955 à 1957), périodes des « chevaliers fleuris » (1953-1954) et des « chevaliers robots » (1957-1959), « période américaine » (des années 1960 à sa mort).
Maryan vécut principalement à Paris et à New York où il mourut.

## Œuvres dans les collections publiques
- Institut d'art, Chicago
- Musée d'art contemporain, Chicago
- The David and Alfred Smart Gallery, université de Chicago
- Museum of Modern Art (MoMA), New York
- Centre national d’art et de culture Georges-Pompidou, Paris
- Carnegie Institute, Pittsburg
- Smithsonian Institution, Washington
- Staatliches Museum, Berlin
- Musée de Grenoble
- Musée municipal de La Haye
- Musée d'art moderne André-Malraux, Le Havre
- Musée national d’art moderne, Paris
- Musée d'art moderne de la ville de Paris
- The Tel-Aviv Museum
- The Israel Museum, Jérusalem
- Musée des beaux-arts, Tourcoing
- Museum of XX Jahrhunderts, Vienne
- Nordjyllands Kunstmuseum, Aalborg, Danemark

## Expositions (sélection)

### Expositions personnelles
- 2013-2014 : « Maryan : La ménagerie humaine »[1], Musée d'art et d'histoire du judaïsme, Paris
- 2008 : « Maryan: American Period », Michel Soskine Gallery, Madrid
- 1996 : « Maryan, Behold a Man and His Work », Spertus Institute of Jewish Studies, Chicago
- 1990 : « Personages from the Napoleon Series », Michel Soskine Gallery, New York
- 1985 : « Maryan: 1927-1977, A survey of his paintings », Michel Soskine Gallery, New York
- 1980 : « Maryan, œuvres de 1952 à 1972 », château d’Ancy-le-Franc
- 1979 : « Maryan 1927-1977 », exposition retrospective, université d'Haifax. Art Gallery, Tel-Aviv Museum
- 1978 : « Hommage à Maryan », Galerie de France, Paris
- 1977 : Galerie Beno d’Incelli, Paris
- 1977 : « De Koningen, serie gekleur de krijttekeningen uit 1975 den 1976 door Maryan », galerie Nova Spectra, La Haye
- 1977 : Galerie Ariel, Paris
- 1977 : Allan Frumkin Gallery, New York (exposition commémorative)
- 1976 : Galería Arte Contacto, Caracas (peintures et dessins)
- 1976 : Galería Sen, Madrid (pastels)
- 1975 : Allan Frumkin Gallery, New York (peintures)
- 1974 : Galerie Espace, Amsterdam
- 1974 : Galerie de France, Paris
- 1973 : Galerie Nicolas, Amsterdam Maryan (peintures et dessins)
- 1973 : Galerie Espace, Amsterdam
- 1972 : « 10 Independents » Guggenheim Museum, New York
- 1971 : Nova Spectra Gallery, La Haye
- 1971 : Galerie Nicolas, Amsterdam
- 1971 : « Personaggi » (avec Enrico Baj), Galleria d’arte La Bussola, Turin
- 1970 : Allan Frumkin Gallery, New York, Chicago
- 1970 : Galería Sen, Madrid (dessins)
- 1970 : « Aquarelles 1968 et 1970 », Galerie Nord, Lille
- 1970 : Galerie Claude Bernard, Paris
- 1970 : Van Abbe Museum, Eindhoven (Watercolors)
- 1968 : Allan Frumkin Gallery, New York (aquarelles et lithographies)
- 1966 : « Peintures, dessins et gravures de 1955 à 1965 », Galerie D. Benador, Ginenbra
- 1966 : Galerie Van de Loo, Munich (peintures et dessins)
- 1966 : Galerie Nova Spectra, La Haye
- 1966 : Allan Frumkin Gallery, New York, Chicago
- 1966 : Galerie Claude Bernard, Paris (dessins, pastels et lithographies)
- 1965 : Galerie de France, Paris
- 1965 : Allan Frumkin Gallery, New York, Chicago
- 1964 : Allan Frumkin Gallery, New York, Chicago
- 1964 : Galería Juana Mordó, Madrid
- 1960 : David Smart Gallery, Los Angeles
- 1963 : Allan Frumkin Gallery, New York, Chicago
- 1962 : « La Ménagerie humaine » (40 dessins), Galerie de France, Paris
- 1961 : Galerie Kunstnernes Kunsthandel, Copenhague
- 1960 : Galerie de France, Paris (peintures, pastels et dessins)
- 1960 : André Emmerich Gallery, New York
- 1960 : Galerie Fenestra, Helsinki
- 1959 : Galerie Kunstnernes Kunsthandel, Copenhague
- 1958 : Galerie de France, Paris
- 1956 : Galerie de France, Paris
- 1955 : Galerie Breteau, Paris
- 1954 : Galerie Le Miroir, Bruxelles
- 1953 : Galerie Saint-Placide, Paris
- 1953 : Galerie 25, Paris
- 1952 : Galerie Breteau, Paris
- 1949 : Y.M.C.A. Building, Jérusalem

### Expositions collectives
- 2013 : « Maryan - Ricol : la loi du cadre », abbaye d'Auberive, Haute-Marne
- 2008 : 
  - « Nouvelle Figuration : acte III », galerie Polad-Hardouin, Paris
  - « The Look in Photography & New acquisitions », Michel Soskine Inc., Madrid
  - « No Images of Man »[2]
  - Gering & López Gallery, New York
- 1990 : « From Chagall to Kitaj: Jewish Experience in Twentieth Century Art », Barbican Art Center, Londres
- 1977 :
  - « 15 years with art and the artists 1960-1975 », The Collector Theodor Ahrenberg
  - Kunsthalle, Dusseldorf, Kunstforening, Aarhus Aalborg, Kunstpavillion, Esbjerg
  - « 26 French Artists », Kunstforening, Svendborg
  - « Itinéraire II », Galerie de France, Paris
- 1976 : 
  - Jewish Museum, New York
  - « L’Animal, de Lascaux à Picasso », Muséum national d'histoire naturelle, Paris
  - « Mythologie de l'image contemporaine », avec Atila Biro, Guillaume Corneille, Maryan S. Maryan, Bernard Rancillac, Hugh Weiss, Centre Régional d'Art Contemporain au Château du Tremblay à Fontenoy
- 1972 : « A Renaissance of Lithography », Tamarind Institute
- 1971 : « Formes en puissance », château d’Ancy-le-Franc, Fondation Mercedes-Benz, Paris
- 1970 : « Painting and Sculpture Today », Indianapolis Museum of Art
- 1969 : 
  - « Prints from Tamarind », Museum of Modern Art, New York
  - « The Human Concern - Personal Torment », Whitney Museum of American Art, New York
- 1967 : 
  - « Collectors Items », Akron Art Institute, Akron
  - « Painting and Sculpture Today », Indianapolis Museum of Art
  - « Le Visage de l’Homme », musée Rath, Geneva
  - « 10 ans d’art vivant », Fondation Maeght, Saint-Paul-de-Vence
  - « Contemporary American Drawings 1960-67 », University of Colorado
  - Carnegie Institute, Pittsburgh
- 1965 : 
  - « Pop Art, New Realism, etc. », palais des beaux-arts, Bruxelles
  - Galerie D. Benador, Genève
  - « Un Groupe 1965 » musée d'art moderne, Paris
  - Society of Contemporary Art, Institut d'art, Chicago
  - « 8th Selection of the S.E.C.A. », San Francisco
  - « Dark Mirror », American Federation of Arts, université du Kentucky, Lexington Art Institute, Chicago
- 1964 : 
  - « New Realism », Staatliches Museum, Berlin
  - « La Figure Humaine depuis Picasso », musée de Gand
- 1963 : 
  - « Direction: American Painting San Francisco », musée des beaux-arts, San Francisco
  - « Premio Internacional de Pintura », Instituto Torcuato de Tella, Buenos Aires
- 1962 : 
  - « New Realism », musée municipal, La Haye
  - « New Realism » Viena Museum Carnegie Internacional, Pittsburgh
  - « Contemporary Painters and Sculptors as Printmakers », Museum of Modern Art, New York
  - « Forum 1962 », Gand
- 1961 : 
  - « Lauréats de la Biennale de Paris 1959 », Lacloche, Paris
  - Felix Landau Gallery, Los Angeles
  - Galerie Nova Spectra, La Haye
  - Charlottenburg Exposition, Danemark
  - Carnegie Internacional, Pittsburgh
  - Galerie Kunstnernes Kunsthandel, Copenhague
- 1960 : 
  - « 4 Painters of the School of Paris », Berntsen, Oslo
  - French Pavilion Venice Biennale
  - « The French Painting Today », Tel-Aviv Museum
- 1959 : « Pittori d’Oggi »[3], Torino
- 1957 : « Maryan et Mihaïlovitch », Galerie Rive Gauche, Paris
- 1956 : « Dix jeunes peintres de l'École de Paris », musée des beaux-arts, Tourcoing
- 1955 : « Dix jeunes peintres de l'École de Paris », Galerie de France
- 1953 : « Jean-Michel Atlan, Henri Déchanet, Maryan, Marcel Pouget », Galerie Weiller, Paris.